# Ancherythroculter kurematsui
Ancherythroculter kurematsui és una espècie de peix cipriniforme de la família dels ciprínids que es troba a la Xina: riu Iang-Tsé.